# ماتي يرفينن (رامي الرمح)
ماتي يرفينن (بالفنلندية: Matti Järvinen)‏ هو منافس ألعاب قوى فنلندي، ولد في 18 فبراير 1909 في تامبيري في فنلندا، وتوفي في 22 يوليو 1985 في هلسنكي في فنلندا.

## وصلات خارجية
- ماتي يرفينن على موقع الاتحاد الدولي لألعاب القوى (الإنجليزية)
- ماتي يرفينن على موقع اللجنة الأولمبية الدولية (الإنجليزية)
- ماتي يرفينن على موقع أوليمبيديا (الإنجليزية)
- ماتي يرفينن على موقع IMDb (الإنجليزية)
- ماتي يرفينن على موقع الموسوعة البريطانية (الإنجليزية)